# 저장관

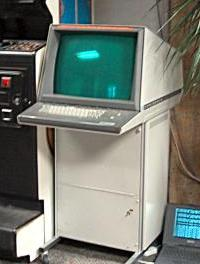
텍트로닉스 4014는 디스플레이로 저장관을 사용한다.

저장관(영어: Storage tube)은 이미지를 오랫동안, 일반적으로 튜브에 전원이 공급되는 동안 유지하도록 설계된 브라운관(CRT)의 한 종류이다.
특수한 유형의 저장관인 윌리엄스관은 1940년대 후반부터 1950년대 초반까지 여러 초기 컴퓨터에서 주기억장치 시스템으로 사용되었다. 이는 1950년대부터 코어 메모리와 같은 다른 기술로 대체되었다.
새로운 형태인 양안정 튜브에서 저장관은 1960년대와 1970년대에 컴퓨터 그래픽스용으로 다시 등장했으며, 특히 텍트로닉스 4010 시리즈에서 두드러졌다. 오늘날 저장관은 더 이상 사용되지 않으며, 그 기능은 저렴한 메모리 장치와 액정 디스플레이로 대체되었다.

## 작동

### 배경
기존의 브라운관은 튜브 뒷면에 전자총이 있고, 이 전자총은 튜브 앞면에 있는 얇은 형광체 층을 겨냥한다. 역할에 따라 전자총에서 방출되는 전자 빔은 자기적 수단(텔레비전) 또는 정전기적 수단(오실로스코프)을 사용하여 디스플레이 주위로 조종된다. 전자가 형광체를 때리면 형광체는 잠시 그 위치에서 "빛을 내다가" 사라진다. 점이 유지되는 시간은 형광체 화학에 따라 달라진다.
매우 낮은 에너지에서는 전자총에서 나온 전자가 형광체를 때려도 아무 일도 일어나지 않는다. 에너지가 증가함에 따라 임계점 {\displaystyle V_{cr1}}에 도달하면 형광체를 활성화하여 빛을 방출하게 한다. 전압이 Vcr1 이상으로 증가하면 점의 밝기가 증가한다. 이를 통해 브라운관은 텔레비전 이미지처럼 다양한 강도로 이미지를 표시할 수 있다.
Vcr1 이상에서는 또 다른 효과인 2차 전자 방출도 시작된다. 특정 임계 에너지 이상의 전자에 의해 어떤 절연체가 충돌하면, 재료 내의 전자가 충돌을 통해 밖으로 밀려나 자유 전자의 수가 증가한다. 이 효과는 야간 시력 시스템 및 유사 장치에서 발견되는 전자증배관에서 사용된다. 브라운관의 경우 이 효과는 일반적으로 바람직하지 않다. 새로운 전자는 일반적으로 디스플레이로 다시 떨어져 주변 형광체를 밝히게 되어 이미지의 초점이 낮아지는 것처럼 보인다.
2차 전자 방출률 또한 전자 빔 에너지의 함수이지만, 다른 비율 곡선을 따른다. 전자 에너지가 증가함에 따라 비율은 증가하다가, 임계값 Vcr2에 도달하면 2차 전자 방출 수가 전자총에서 공급되는 수보다 많아진다. 이 경우 2차 전자를 통해 디스플레이에서 방출되는 에너지가 전자총에서 공급되는 속도보다 크기 때문에 국부적인 이미지가 빠르게 사라진다.
모든 브라운관에서 이미지는 이 두 값, Vcr1와 Vcr2 사이의 전자 에너지로 화면을 때려 표시된다. Vcr1 미만에서는 이미지가 형성되지 않고, Vcr2 이상에서는 이미지가 빠르게 사라진다.
또 다른 부수적인 효과는, 처음에는 호기심이었지만, 전자가 빛이 비추는 영역의 형광체에 달라붙는다는 것이다. 빛 방출이 희미해지면 이 전자들도 마찬가지로 튜브로 다시 방출된다. 전하는 시각적 효과를 내기에는 너무 작아서 일반적으로 디스플레이의 경우 무시되었다.

### 저장

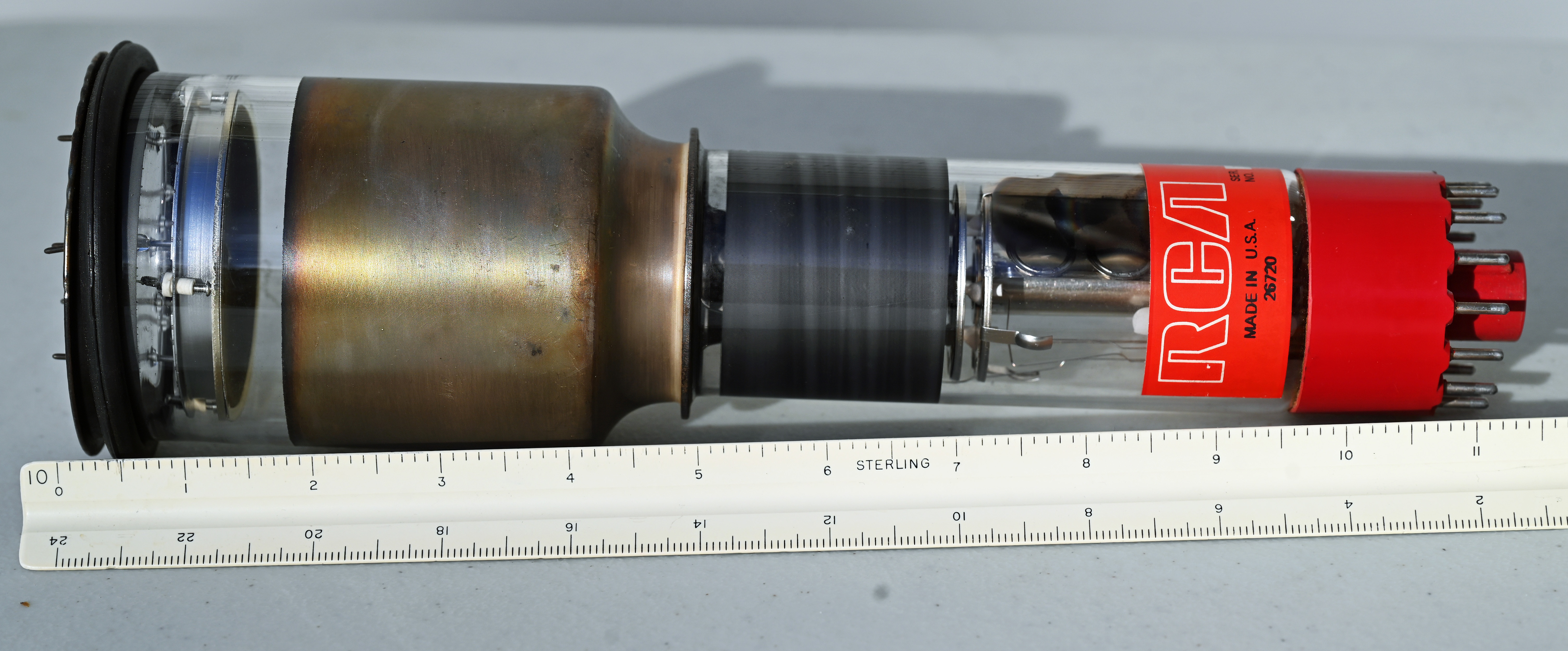
SAGE 컴퓨터의 정전기 저장에 사용된 RCA 6499 라데콘 튜브

이 두 가지 효과는 모두 저장관을 만드는 데 활용되었다. 저장은 Vcr1 바로 위의 에너지로 전자가 화면을 때리게 함으로써 이루어졌고, Vcr2 위의 에너지로 전자를 때리면 지워졌다. 초점을 개선하거나 이미지를 튜브 내부 또는 오프보드 저장소를 통해 새로 고치기 위해 사용되는 기계적 레이아웃에는 여러 가지 종류가 있었다.
가장 쉽게 이해할 수 있는 예는 윌리엄스관으로 대표되는 초기 컴퓨터 메모리 시스템이다. 이 시스템은 제2차 세계대전 잉여 레이더 디스플레이 브라운관을 컴퓨터에 연결한 것으로 구성되었다. X 및 Y 편향판은 메모리 위치를 화면의 X 및 Y 위치로 변환하는 증폭기에 연결되었다.
값을 메모리에 기록하기 위해 주소를 증폭하여 Y 편향판으로 보냈는데, 이는 빔이 화면의 수평선에 고정되도록 했다. 그런 다음 시간 기준 발생기가 X 편향판을 증가하는 전압으로 설정하여 빔이 선택된 선을 가로질러 스캔되도록 했다. 이러한 점에서 이는 단일 선을 스캔하는 일반적인 텔레비전과 유사하다. 전자총은 Vcr1에 가까운 기본 에너지로 설정되었고, 컴퓨터의 비트가 전자총에 공급되어 전압을 조절하여 0은 Vcr1 아래로, 1은 위로 변조되도록 했다. 빔이 선의 다른 쪽에 도달할 때쯤이면, 각 1에 대해 짧은 대시 패턴이 그려졌고, 각 0은 짧은 점과 뒤따르는 비충전 영역으로 표현되었다. 이러한 인코딩 방식은 항상 기준 신호가 존재하도록 보장했다. 비트는 균일하게 간격을 두고 비충전 안전 여백으로 분리되었다.
값을 다시 읽어내려면 편향판을 동일한 값으로 설정했지만, 전자총 에너지는 Vcr2 위의 값으로 설정했다. 빔이 선을 스캔할 때 형광체는 2차 방출 임계값을 훨씬 넘어서 밀려났다. 빔이 빈 영역 위에 있으면 특정 수의 전자가 방출되지만, 빛이 비추는 영역 위에 있으면 이전에 그 영역에 달라붙어 있던 전자 수만큼 그 수가 증가했다. 윌리엄스관에서는 이 값들을 튜브 디스플레이 면 바로 앞에 있는 금속판의 정전용량을 측정하여 읽었다. 브라운관 전면에서 나가는 전자가 판을 때려 전하를 변화시켰다. 읽는 과정에서 저장된 값이 지워졌기 때문에, 신호는 관련 회로를 통해 재생되어야 했다. 하나는 읽기용이고 다른 하나는 쓰기용인 두 개의 전자총이 있는 브라운관은 이 과정을 간단하게 만들었다.

### 이미징 시스템
TX-2 및 DEC PDP-1과 같은 초기 컴퓨터 그래픽스 시스템은 컴퓨터의 모든 주의를 기울여야 했다. 주기억장치에 저장된 점 목록은 이미지가 사라지기 전에 디스플레이를 새로 고치기 위해 주기적으로 읽어 들였다. 이것은 일반적으로 다른 작업을 할 시간이 거의 없을 정도로 자주 발생했으며, 스페이스워!와 같은 상호 작용 시스템은 대단한 프로그래밍 노력이었다.
실용적인 사용을 위해, 자체 메모리와 관련된 매우 간단한 컴퓨터를 포함하여 메인프레임에서 새로 고침 작업을 분담하는 그래픽 디스플레이가 개발되었다. 이것은 저렴하지 않았다. IBM S/360과 함께 사용된 IBM 2250 그래픽 터미널은 1970년에 28만 달러가 들었다.
저장관은 관련 로컬 컴퓨터 대신 디스플레이 내부에 벡터를 직접 저장하여 대부분 또는 모든 로컬 하드웨어를 대체할 수 있었다. 이전에 터미널이 메모리를 지우고 디스플레이를 지우게 했던 명령은 Vcr2 이상의 에너지로 전체 화면을 스캔함으로써 에뮬레이션될 수 있었다. 대부분의 시스템에서 이것은 전체 화면이 지워지기 전에 빠르게 "번쩍"하는 현상을 일으켰다. 두 가지 주요 이점은 다음과 같다.
- 벡터 그래픽스 디스플레이에 비해 대역폭 요구량이 매우 적어[3] 컴퓨터와 터미널 간의 케이블 거리를 훨씬 길게 할 수 있다.
- 당시에는 터무니없이 비쌌던 디스플레이 로컬 RAM (최신 터미널과 같은)이 필요 없다.

일반적으로 저장관은 두 가지 범주로 나눌 수 있다. 더 일반적인 범주에서는 "이진" 이미지만 저장할 수 있었다. 즉, 화면의 특정 지점은 켜져 있거나 어둡거나 둘 중 하나였다. 텍트로닉스의 직시형 양안정 저장관이 이 범주에서 가장 좋은 예일 것이다. 다른 저장관은 회색조/망점 처리된 이미지를 저장할 수 있었지만, 그 대가는 일반적으로 저장 시간이 훨씬 짧아진다는 것이었다.
일부 선구적인 저장관 디스플레이로는 MIT Project MAC의 ARDS(Advanced Remote Display Station), 컴퓨텍 400 시리즈 디스플레이 터미널(상업적 파생 상품) 등이 있었다. 이 둘은 모두 텍트로닉스 타입 611 저장 디스플레이 장치를 사용했으며, 텍트로닉스의 4014 터미널은 도입 후 한동안 데 팍토 컴퓨터 터미널 표준이 되었다(이러한 지위 때문에 나중에 다른 시스템에서 에뮬레이션되었다).
최초의 일반화된 컴퓨터 지원 교육 시스템인 PLATO I는 1960년경 일리악 I에서 컴퓨터 그래픽 디스플레이로 저장관을 사용했다. PLATO II와 PLATO III도 디스플레이로 저장관을 사용했다.

## 같이 보기
- 직시형 양안정 저장관 (DVBST), 텍트로닉스의 저장관 구현
- Cathode-ray tube § Image storage tubes 아날로그 저장관 작동 방식에 대한 설명
- 윌리엄스관 및 셀렉트론 튜브는 모두 초기 컴퓨터 메모리 장치에 "저장관"이라는 용어를 사용했다.
- 전자종이
- 텍트로닉스 4050은 프레임 버퍼 메모리가 필요 없도록 저장관을 사용했다.